# Kaoru Yamamoto
Kaoru Yamamoto (jap. 山本 薫, Yamamoto Kaoru; * 1970 in Toyama, Japan) ist eine in Deutschland lebende japanische Violinistin.

## Leben und Wirken
Im Alter von fünf Jahren erhielt Kaoru Yamamoto ihren ersten Violinunterricht. Das Studium absolvierte sie an der Staatlichen Hochschule für Musik in Tokio bei Takaya Urakawa und Bela Katona, anschließend Aufbau- und Solistenstudium in München und Freiburg bei Kurt Guntner und Nicolas Chumachenco. Sämtliche Prüfungen absolvierte sie mit Auszeichnung.
Vom Land Baden-Württemberg wurde ihr während des Studiums eine Violine von Lorenzo Guadagnini (1685–1746) zur Verfügung gestellt.
Ausgedehnte Konzerttätigkeiten als Solistin mit internationalen Orchestern wie dem Tokyo Philharmonic Orchestra, dem Litauischen Kammerorchester oder dem Staatlichen Kammerorchester der Slowakei sowie Kammermusik mit weltbekannten Partnern wie z. B. Radovan Vlatković, Thomas Brandis, Ulf Rodenhäuser und Martin Ostertag führten sie in die wichtigsten Städte und Konzertsäle wie München (Herkulessaal, Philharmonie am Gasteig), Stuttgart (Liederhalle), Tokio (Casals-Hall) und Paris (Fontainebleau).
Es existieren CD-Produktionen mit Werken von Bach, Mozart, Ysaÿe und Martinů.
Kaoru Yamamoto ist Dozentin für Meisterkurse in Deutschland und Japan.

## Auszeichnungen / Preise
Kaoru Yamamoto wurde u. a. bei folgenden Wettbewerben mit Preisen ausgezeichnet:
- 1. Preis Mozart-Wettbewerb Tokio
- 1. Preis Mendelssohn-Wettbewerb Freiburg
- 2. Preis Viotti-Wettbewerb in Vercelli / Italien
- 2. Preis Wettbewerb des Lion’s Club
- 2. Preis Japanischer Hochschulwettbewerb
- Brahms-Preis des Brahms-Wettbewerbes in Pörtschach / Österreich
- Fukushima-Preis in Tokio 1988

Sie erreichte außerdem das Halbfinale des Tschaikowsky-Wettbewerbs in Moskau und wurde als erfolgreichste Bürgerin der Präfektur Toyama / Japan geehrt.
Das Echo der Medien ist in aller Welt sehr positiv, so wurde Kaoru Yamamoto beispielsweise von der Süddeutschen Zeitung als „Wunder an Natürlichkeit“ und als „Künstlerin von Weltruf“ bezeichnet. 